# War of the Worlds (serie televisiva 2019)
War of the Worlds è una serie televisiva statunitense e francese, prodotta da Fox Networks Group e StudioCanal, in collaborazione con Urban Myth Films. La serie è stata scritta da Howard Overman e diretta da Gilles Coulier e Richard Clark, adattamento dell'omonimo romanzo di H.G. Wells è il terzo adattamento televisivo della suddetta opera. 
In Italia la prima stagione è andata in onda dal 4 novembre 2019 su Fox la prima e la seconda serie sono disponibili su Disney+, come Star Original.

## Episodi
| Stagione         | Episodi | Prima TV Francia | Prima TV Italia |
| ---------------- | ------- | ---------------- | --------------- |
| Prima stagione   | 8       | 2019             | 2019            |
| Seconda stagione | 8       | 2021             | 2021            |
| Terza stagione   | 8       | 2022             | 2022            |

## Personaggi e interpreti

### Personaggi principali
- Bill Ward, interpretato da Gabriel Byrne, doppiato da Massimo Lodolo.
- Emily Gresham, interpretata da Daisy-Edgar Jones, doppiata da Lavinia Paladino.
- Helen Brown, interpretata da Elizabeth McGovern, doppiata da Paola Del Bosco.
- Kariem Gat Wich Machar, interpretato da Bayo Gbadamosi, doppiato da Mattia Ward.
- Catherine Durand, interpretata da Léa Drucker, doppiata da Deborah Ciccorelli.
- Colonnello Mustafa Mokrani, interpretato da Adel Bencherif, doppiato da Andrea Ward.
- Sophia Durand, interpretata da Emilie de Preissac, doppiata da Valentina De Marchi.
- Sarah Gresham, interpretata da Natasha Little, doppiata da Mirta Pepe.
- Tom Gresham, interpretato da Ty Tennant, doppiato da Alessio Ward.
- Jonathan Gresham, interpretato da Stephen Campbell Moore, doppiato da Roberto Certomà.
- Chloe Dumont, interpretata da Stéphane Caillard, doppiata da Perla Liberatori.
- Ash Daniel, interpretato da Aaron Heffernan, doppiato da Niccolò Ward.

### Personaggi ricorrenti
- Rachel, interpretata da Georgia Rich, doppiata da Martina Lana.
- Dan Ward, interpretato da Michael Marcus, doppiato da Pierfrancesco Ceccanei.
- Nathan, interpretato da Paul Gorostidi, doppiato da Francesco Bossio.
- Saaid, interpretato da Théo Christine, doppiato da Tony Sansone.
- Sacha Dumont, interpretato da Mathieu Torloting, doppiato da Omar Vitelli.
- Ufficiale Clara, interpretata da Alysson Paradis.
- Noah Dumont, interpretato da Guillaume Gouix, doppiato da Stefano Bianchini.
- Richard, interpretato da Lukas Haas, doppiato da Fabio Gervasi.

## Distribuzione
La serie ha debuttato in Francia il 28 ottobre 2019 su Canal+.
La seconda stagione è stata trasmessa nel 2021.